# Fleetway Publications
Fleetway Publications est un groupe éditorial britannique principalement spécialisée dans la bande dessinée fondé en 1959. Après sa fusion avec le groupe danois Egmont, la marque disparaît en 2002.

## Historique
L'origine de ce groupe est la société britannique Amalgamated Press, fondée en 1901 par Alfred Harmsworth, fondateur du Daily Mail. Elle était installée dans un bâtiment nommé Fleetway House, situé sur Farringdon Street, à Londres. La société se lance dans l'édition de bande dessinée dès 1890 avec deux périodiques, à savoir Comic Cuts et Illustrated Chips. Elle publie aussi des nouvelles sérialisées, comme les histoires d'Edwy Searles Brooks dans des magazines, dont The Thriller. Entre 1930 et 1933, Amalgamated Press absorbe l'ensemble des périodiques publiés par le groupe britannique Cassell & Co.
En 1959, la société est rebaptisée Fleetway Publications par The Mirror Group qui s'est porté acquéreur de l'ensemble de actifs, par le biais de Cecil Harmsworth King (en). Longacre Press, Odhams Press et George Newnes sont rachetés en 1961, et le nouveau groupe est renommé International Publishing Corporation (IPC) en 1963, une holding de presse dirigée par King, l'une des plus importantes de son temps. Fleetway Publications devient alors le nom de la « branche comics » d'IPC, bien que des séries soient publiée sous le nom IPC Magazines. En 1968, le baron Hugh Cudlipp (en) prend le contrôle du groupe. En 1970, Cudlipp, grâce à un jeu d'échanges de participations, fait passer IPC sous le contrôle d'Albert Edwin Reed, fondateur du groupe Reed.
En 1987, toutes les publications de bandes dessinées sont vendues à Robert Maxwell via sa holding, Pergamon Holdings Ltd, et rassemblées dans une filiale nommée Fleetway.
En 1991, avec la disparition de Maxwell, l'entreprise est découpée. La division bande dessinées est rachetée par la société danoise Egmont, qui la fusionne avec sa propre division britannique, London Éditions, pour créer Fleetway Editions.
Depuis 2002, le nom Fleetway a cessé d'apparaître sur les publications d'Egmont.